# Аль-Валид II ибн Язид
Аль-Валид II или аль-Валид ибн Йазид (араб. الوليد بن يزيد‎ 706 год — 17 апреля 744 года) — омейядский халиф, правивший в 743—744 годах. Источники сообщают, что у него были необычайно длинные пальцы рук и ног ( арахнодактилия) и что он необычайно рано (в 30 лет) начал седеть. Большое внимание уделяется пристрастию Аль-Валида к вину и стихосложению, но представляется, что тема эта преувеличена. Наследовал своему дяде Хишаму ибн Абд ал-Малику.

## Правление

### Первые шаги и начало волнений
На момент смерти 52-летнего Хишама 6 февраля 743 года н. э. ал-Валид находился в ал-Азраке, в 7 км от Русафы, а потому передача власти прошла без эксцессов. Несмотря на то, что сыновья Хишама (Му’авия, Сулайман и Маслама) не испытывали любви к своему двоюродному брату, они также не стали пытаться взять власть силой. Несмотря на то, что ал-Валид был склонен к употреблению алкоголя, никто не выступил против него как недостойного претендента на престол.
Зная о болезни дяди и грядущей передаче власти, ал-Валид ожидал своего восшествия на престол с нетерпением — едва завидев 11 февраля на горизонте гонцов, он понял, что долгожданный час настал. Прочитав письмо из халифской канцелярии, ал-Валид первым делом осведомился о судьбе своего секретаря и товарища по вечеринкам — Ийада б. Муслима, арестованного Хишамом за пьянство — и, узнав о его освобождении, приказал опечатать сокровищницу. После этого ал-Валид II послал в Русафу своего двоюродного ал-Аббаса ал-Валида, который не только принял государственную казну, но и арестовал все счета сыновей покойного Хишама — кроме Масламы б. Хишама, который был близок ал-Валиду по пристрастию к вину. Сам ал-Валид прибыл в Дамаск только 15 февраля, чтобы руководить пятничной молитвой в мечети. Знакомясь с документами канцелярии Хишама, ал-Валид обнаружил донесения ряда наместников, рекомендовавших отстранить его от наследования — все они были смещены со своих постов. После этого ал-Валид закрепил право наследования за своими сыновьями, ал-Хакамом и Усманом.
Военных успехов при ал-Валиде II Халифат не достиг ни на одном направлении. Очередной поход в Малую Азию застопорился. Очередной тур борьбы за Кипр закончился победой Византии — киприотам, пожелавшим переселиться в Сирию, были предоставлены суда. Арестованный в Хорасане лично Насром б. Саййаром шиит Йахйа б. Зайд, представитель алидов, был освобождён приказом ал-Валида II в пику неугодному наместнику — и незамедлительно собрал боевой отряд. В конце лета 743 года н. э. группа аббасидских пропагандистов из Хорасана под видом паломников прибыла в Мекку, передав главе аббасидов Мухаммаду б. Али 0,2 млн дирхемов в качестве садаки. Никто не противостоял происходящему. Конец года ознаменовался ливнями (пробило каналы в Джазире), холодом, неурожаем и чумой.

### Открытые выступления против халифа
После этого поднялась волна ненависти против образа жизни халифа. Инициатором этого стал Йазид б. ал-Валид б. Абдул-Малик, двоюродный брат ал-Валида II. В отличие от халифа, он не употреблял алкоголя, вечерами молился и разделял идеи ранних му’тазилитов (кадаритов) о свободе воли и ответственности человека за свои поступки. Отсюда вытекал принцип «наставлять на благое и препятствовать предосудительному». Пристрастие халифа к вину было недостаточным грехом для призыва к его свержению; требовалось что-то большее, какое-то совершенное кощунство. Йазид б. ал-Валид сочинил рассказ о том, что пьяный ал-Валид якобы прострелил Коран, сочинив по этому поводу издевательское четверостишие: "Грозишь тому, кто противостоит / Вот, я такой, кто противостоит / И встретив Господа, в день Страшного Суда / Скажи Аллаху: «Меня ранил ал-Валид!». У Халифы, ат-Табари и ал-Йакуби рассказ об этом поступке халифа отсутствует, никто из врагов халифа этого не упоминает. Когда о распространении этого слуха доложили самому ал-Валиду, он лишь отмахнулся от него.
Имел ли место эпизод с клеветой на халифа или же нет, реальной поддержки Йазид б. ал-Валид не получил - халиф являлся законным представителем власти и мог направить против мятежников правительственные войска. Йазиду порекомендовали обратиться к ал-Аббасу б. ал-Валиду, авторитет которого мог бы обеспечить успех движения, однако по обращении Йазид получил гневную отповедь. После этого происходящее полностью перестало быть тайным, доклады поступили к самому ал-Валиду б. Йазиду - однако халиф вновь отмахнулся от них. Наместник северных провинций, Марван б. Мухаммад, имевший ставку Мосуле, воспринял происходящее всерьёз и обратился к своему двоюродному брату Са'иду, имевшему ставку в Дамаске, с просьбой погасить волнения своим авторитетом. Са'ид, слывший большим знатоком хадисов и имевший возможность выполнить просьбу, предпочёл не вмешиваться в дела и отослал прошение Марванв б. Мухаммада ал-Аббасу. В это время Йазид б. ал-Валид, вопреки наставлениям ал-Аббаса, успел обзавестись сторонниками в Дамаске и решился на захват города. Отправившись в Дамаск в сопровождении малочисленной группы наиболее верных спутников верхом на ослах, Йазид б. ал-Валид успешно достиг города и вечером пятницы 9 апреля соединился с остальными сторонниками свержения халифа.

### Потеря столицы
Губернатор Дамаска, Абдалмалик б. Мухаммад б. ал-Хаджжадж, внук ал-Хаджжаджа б. Йусуфа, в это время находился в Катане, а вооружёнными силами города командовал начальник полиции Абу Аджа. Поскольку время было уже ночное, последний был пьян и отмахнулся от сообщения, что в город прибыл неблагонадёжный Йазид. Это было ошибкой: Йазид беспрепятственно вошёл в Соборую мечеть и после завершения молитвы начал созывать сторонников. На пути от мечети до Ослиного рынка отряд мятежников прирос на 40 человек, а на Пшеничном рынке их насчитывалось уже 200. Отряд беспрепятственно достиг самого дворца, и, когда мятежники потребовали впустить их, слуга открыл им дверь. Мятежники ворвались внутрь и схватили пьяного Абу Аджу, после чего никаких затруднений уже не было. Немедленно были захвачены казна и почта, городские ворота были перекрыты цепью, въезд в город был установлен по паролю, за находившимся в Катане Абдалмалком был послан специальный отряд из 200 человек, а хранившееся в мечети оружие было роздано восставшим. Утром в Дамаск вошли 1500 воинов из Меззы, затем через Восточные ворота 300 воинов из бану саксаик, а через Малые ворота — неустановленное число воинов из Думы, Дейр Муррана и иных окрестных поселений. Столица оказалась в руках мятежников.
Отряд, направленный для ареста Абдалмалика б. Мухаммада, вынудил его к сдаче под гарантию неприкосновенности. В замке Абдалмалика были обнаружены крупные суммы денег — всего 60 тыс. динаров — что позволило Йазиду б. ал-Валиду не только выплатить полное жалование своим состоявшим в списках сторонникам, но даже выдать по 1 тыс. динаров "вспомогательными" (ма'уна) несписочным воинам. Более того, всем желающим поучаствовать в походе на ал-Валида б. Йазида было обещано дополнительно по 1,5 тыс. динаров, и на этот призыв откликнулось порядка 1,5 тыс. воинов.

### Битва подал-Бахройи смерть
Все описываемые события произошли стремительно, а вследствие ареста начальника почты вести о них достигли халифа с огромным опозданием. Известие принёс некий мавла, рассчитывавший на благодарность и вознаграждение, но получивший 100 ударов плетью за опоздание и бессилие. Для проверки достоверности информации ал-Валид б. Йазид отправил в Дамаск Зийада б. Абдаллаха, приходящегося правнуком Му'авийи и более известного в историографии как  Абу Мухаммад ас-Суфйани, однако тот по прибытии в Дамаск не внедрился в армию Йазида б. ал-Валида, а прямо присоединился к ней и присягнул мятежнику как халифу. Узнав об этом, ал-Валид II созвал экстренный совет в ал-Азраке, однако предложение отступить в Хомс и собрать войска отверг как недостойное для халифа, на которого официально не напали. Отверг он и предложение закрепиться в хорошо укреплённом Тадморе, остановив свой выбор на крепости ал-Бахра — бывшей византийской заставе в нескольких милях от Тадмора. Покидая ал-Азрак, ал-Валид всё же запросил подкрепление из Химса, и получил 500 конников. Таким образом, против 1,5 тысяч воинов мятежников халиф имел 700-800, однако Йазид приказал войскам строиться в поле, пообещав 500 дирхемов каждому, кто принесёт голову врага, а сам сел в кресло у ворот (по тем временам, символ уверенности в победе).
Первое столкновение не принесло преимущества ни одной из сторон и войска разошлись, готовясь к новому бою. Ал-Валид потерял 60 человек убитыми, однако ожидал подхода подкрепления от ал-Аббаса. Надежда эта была напрасной: один из командиров дамасканцев, Мансур б. Джумхур, перехватил гонца ал-Аббаса и узнал как о времени, так и о маршруте прибытия подкреплений. Небольшой отряд (порядка 150 человек) ал-Аббаса, имевший скорее моральное значение, был перехвачен и доставлен в ставку Абдал'азиза. Неизвестно, присягнул ли прославленный хадисовед ал-Аббас б. ал-Валид мятежнику Йазиду б. ал-Валиду, однако глашатай мятежников сразу же объявил сторонникам халифа, что "Кто придёт к ал-Аббасу б. ал-Валиду, тот помилован. А он - между ними и вами.". Появление знамени ал-Аббаса и подобная декларация сломили боевой дух воинов ал-Валида, уже надломленный двукратным численным превосходством врага. Кто-то поспешил сдаваться, кто-то поспешил под защиту крепостных стен; лишь теперь ал-Валид б. Йазид затребовал коня и решился возглавить атаку, однако это уже не могло спасти положение. Осыпаемый камнями и криками "Убейте врага Аллаха, как убивали людей племени Лота", халиф отступил в крепость. Ситуация стала ясна окончательно — ал-Валид б. Йазид сам охарактеризовал её "день, как день убийства Усмана б. Аффана". Демонстративно взяв Коран, халиф прочитал несколько сур, после чего вышел во двор, куда со стен уже спрыгивали атакующие с мечом на перевязи в ножнах. В ответ на предложение обнажить меч ал-Валид б. Йазид будто бы заявил "Если бы я хотел меча, то дело между нами было бы другим", после чего Йазид б. Анбаса попытался было схватить его с целью объявить своим пленником, однако нашлись более нетерпеливые. Кто-то ударил халифа мечом по лицу — тот упал, защищаясь, и ему отрубили голову вместе с кистью левой руки.
Ал-Валид б. Йазид был убит вечером четверга 16 апреля. Голова его, как ценный трофей, была доставлена в Дамаск уже в пятницу, а его дети были объявлены почётными пленниками и помещены во дворец ал-Хадра. Столь убедительные доказательства принудили дамасканцев, в массе своей холодно воспринявших мятеж Йазида б. ал-Валида, принять произошедшее. Новый халиф Йазид III формально оказался мятежником и преступником, впервые за всю более чем столетнюю историю Халифата убивший своего предшественника.